# Liste der Baudenkmäler in Regensburg-Schwabelweis
Auf dieser Seite sind die Baudenkmäler in der Oberpfälzer Bezirkshauptstadt Regensburg zusammengestellt. Diese Tabelle ist eine Teilliste der Liste der Baudenkmäler in Bayern. Grundlage ist die Bayerische Denkmalliste, die auf Basis des Bayerischen Denkmalschutzgesetzes vom 1. Oktober 1973 erstmals erstellt wurde und seither durch das Bayerische Landesamt für Denkmalpflege geführt wird. Die folgenden Angaben ersetzen nicht die rechtsverbindliche Auskunft der Denkmalschutzbehörde.

## Baudenkmäler
| Lage                                     | Objekt                                                                             | Beschreibung | Akten-Nr.       | Bild                                                                               |
| ---------------------------------------- | ---------------------------------------------------------------------------------- | --- | --------------- | ---------------------------------------------------------------------------------- |
| Am Keilsteiner Hang (Standort)           | Ehemaliges Wirtshaus (sogenannter Tegernheimer Sommerkeller)                       | Abgewinkelter Satteldachbau mit gekuppelten Obergeschossfenstern, hölzerner Außentreppe und profilierten Balkenköpfen, im Kern frühes 19. Jahrhundert, um 1840/50 umgebaut Zugehörige Felsenkelleranlage, frühes 19. Jahrhundert                      | D-3-62-000-1579 | Ehemaliges Wirtshaus (sogenannter Tegernheimer Sommerkeller)                       |
| Donaustaufer Straße 207 (Standort)       | Direktionsvilla der Kalkfabrik Funk                                                | Viergeschossiger Walmdachbau mit Dachgalerie, Risaliten, Belveredeturm und Eckerker, Fassadengliederungen in Haustein, Neurenaissance, 1893 von Theodor Sonntag                                                                                       | D-3-62-000-326  | Direktionsvilla der Kalkfabrik Funk                                                |
| St.-Rupert-Straße 2, 4 (Standort)        | Mehrfamilienwohnhaus für die städtische Kleinsiedlung Schwabelweis                 | Eingeschossiger und verputzter Mansarddachbau mit großen Zwerchhäusern, Fensterläden und Bruchsteinsockel, sämtliche Giebel verschalt, Heimatstil, 1926/27 vom Architekten Max Wittmann für die Stadt Regensburg gebaut                               | D-3-62-000-2139 | Mehrfamilienwohnhaus für die städtische Kleinsiedlung Schwabelweis                 |
| St.-Rupert-Straße 6, 8 (Standort)        | Mehrfamilienwohnhaus für die städtische Kleinsiedlung Schwabelweis                 | Eingeschossiger und verputzter Mansarddachbau mit großen Zwerchhäusern, Fensterläden und Bruchsteinsockel, Heimatstil, 1926/27 vom Architekten Max Wittmann für die Stadt Regensburg gebaut                                                           | D-3-62-000-2140 | Mehrfamilienwohnhaus für die städtische Kleinsiedlung Schwabelweis                 |
| Schwabelweiser Kirchstraße 1 (Standort)  | Katholische Pfarrkirche St. Georg                                                  | Saalkirche mit eingezogenem Chor, Walmdach und Ostturm mit Zwiebelhaube, Putzgliederungen, spätbarock, 1770–76, 1949/50 Erweiterung nach Norden und Westen; mit Ausstattung Friedhofsmauer, Bruchstein mit Stützpfeilern, Bruchstein, 18. Jahrhundert | D-3-62-000-1053 | Katholische Pfarrkirche St. Georg                                                  |
| Schwabelweiser Kirchstraße 17 (Standort) | Ehemaliges Verwaltungsgebäude und Feuerwehrhaus der früheren Gemeinde Schwabelweis | Zweigeschossiger Walmdachbau in Ecklage mit Fledermausgauben und korbbogigen Eingängen, barockisierend, 1922 von Max Wittmann | D-3-62-000-1568 | Ehemaliges Verwaltungsgebäude und Feuerwehrhaus der früheren Gemeinde Schwabelweis |